# Idiocera sziladyi
Idiocera sziladyi là một loài ruồi trong họ Limoniidae. Chúng phân bố ở miền Cổ bắc.